# Friedrich Alfred Krupp

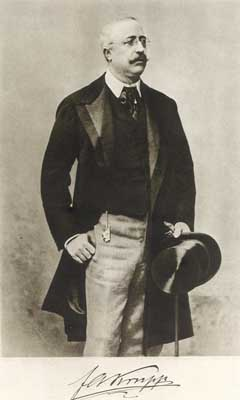
Friedrich Alfred Krupp, 1900

Friedrich Alfred Krupp (* 17. Februar 1854 in Essen; † 22. November 1902 ebenda) war ein deutscher Industrieller aus der Familie Krupp. Er war Eigentümer der Essener Gussstahlfabrik und weiterer Unternehmen. Er baute den Konzern durch Erwerb weiterer Betriebe und die Gründung des Werkes in Rheinhausen aus. Er war auch Mitglied des Reichstages.

## Biografie

### Frühe Jahre

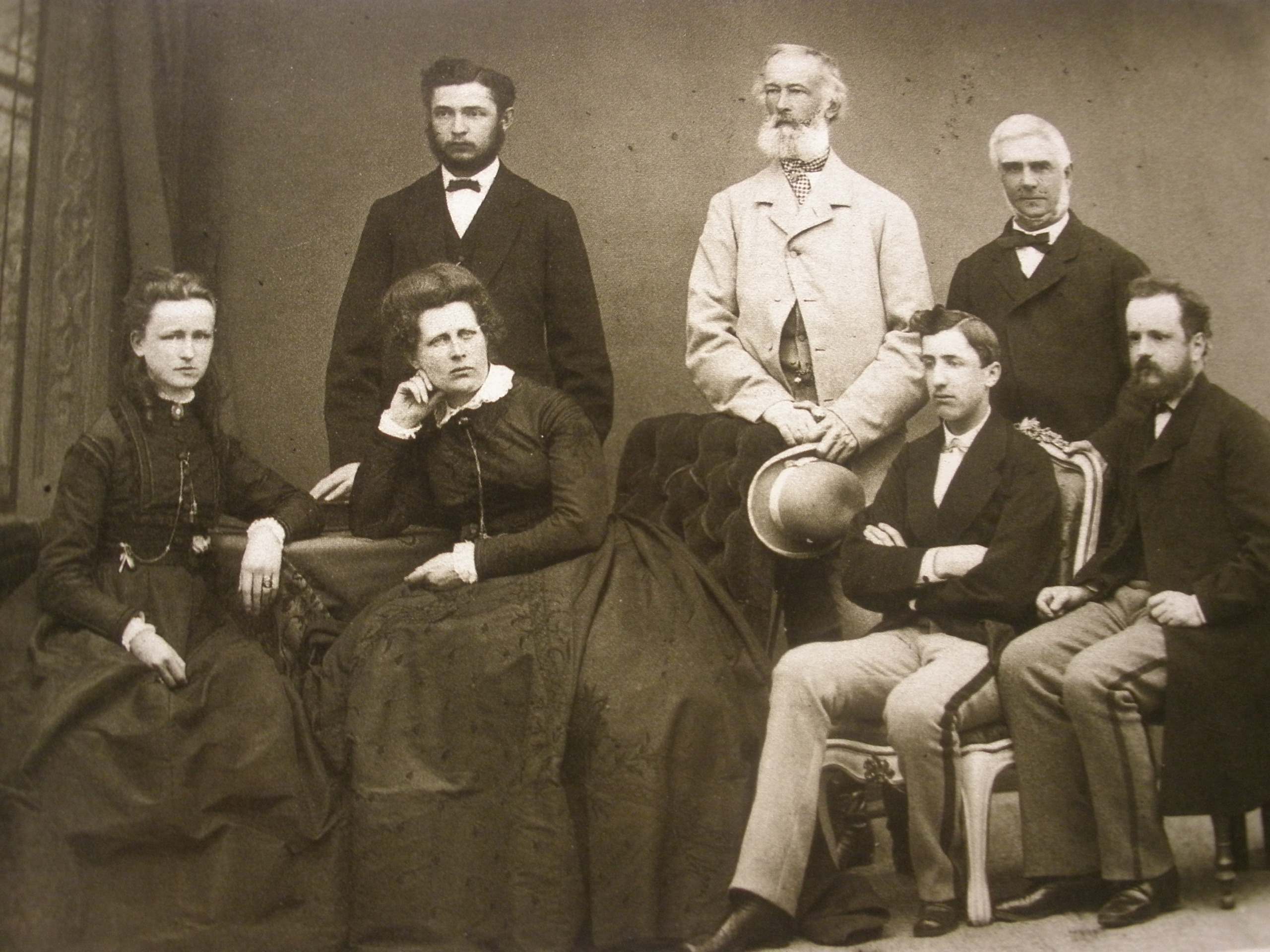
Krupp-Familie mit Freunden in Nizza 1868/1869. Von links Clara Bruch, Bertha Krupp [d. Ä., geb. Eichhoff], Dr. Schwengberg [stehend] (Friedrich Alfred Krupps Hauslehrer), Alfred Krupp [stehend im weißen Mantel], Friedrich Alfred Krupp, Dr. Schmidt [stehend] (Arzt) und eine weitere unbekannte Person

Friedrich Alfred Krupp war der Sohn von Alfred Krupp und Bertha (geb. Eichhoff). In seiner Kindheit und Jugend war er körperlich schwach und litt unter anderem unter Asthma und Rheumatismus. Da die Familie bis zum Bau der „Villa Hügel“ beim Gussstahlwerk lebte, dürfte die Umweltbelastung durch das Werk seine Gesundheit beeinträchtigt haben. Auch aus diesem Grund erhielt er einen Großteil seiner Bildung durch Hauslehrer. Das Königliche Gymnasium am Burgplatz zu Essen konnte er nur etwa zwei Jahre lang besuchen. Aus Gesundheitsgründen verbrachte er zahlreiche Kuraufenthalte in Südeuropa und reiste dort.
Die Beziehung zu seinem dominanten Vater war kompliziert. Im Gegensatz zur Mutter wehrte dieser sich lange gegen den Wunsch von Friedrich Alfred, in Braunschweig ein Studium der Ingenieurwissenschaften mit Schwerpunkt Metallurgie aufzunehmen. Der Vater argumentierte, dass ein solches Studium eine Sache für Angestellte der Firma wäre, die sich auf bestimmte Dinge spezialisieren würden, nicht für den Inhaber des Unternehmens. Statt eines Studiums musste er nach dem Willen des Vaters ab 1872 im Betrieb die Unternehmensführung in der Praxis erfahren. Die Ausbildung war allerdings wenig systematisch. Auch das Verhältnis zum Vater blieb widersprüchlich. Mal wurde er in die Entscheidungen mit einbezogen, dann wieder davon ausgeschlossen. Auch der Heirat mit der Tochter des Regierungspräsidenten von Düsseldorf August von Ende, Margarethe von Ende, die Friedrich Alfred Krupp früh kennen gelernt hatte, stellte sich der Vater lange entgegen. Friedrich Alfred Krupp erschien Beobachtern als zwar liebenswürdig, ausgleichend, aber wenig selbstständig und durchsetzungsfähig.

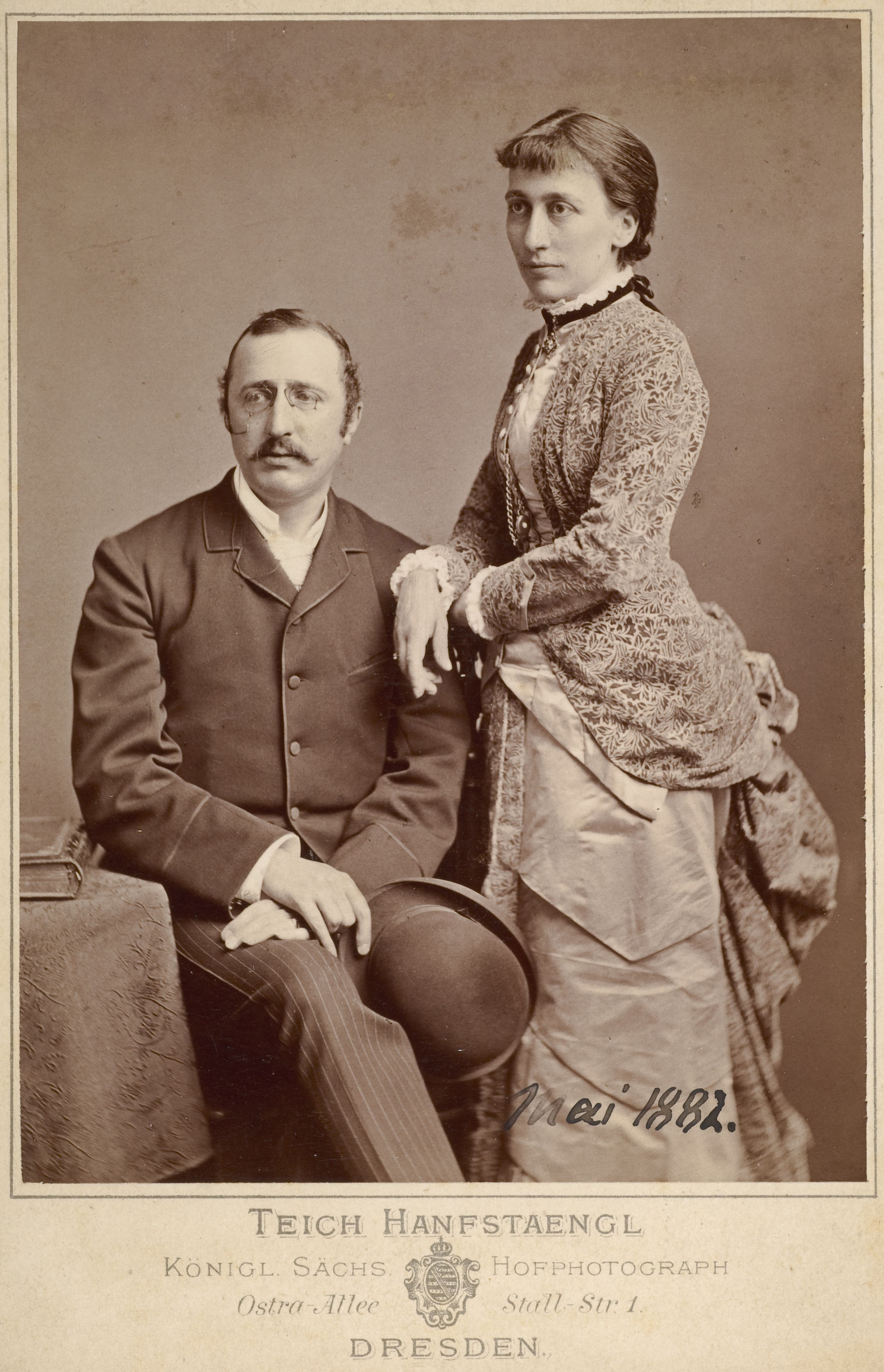
Friedrich Alfred Krupp und Margarethe von Ende (1882)

Von seinem Vater wurde er 1875 nach Ägypten entsandt. Die Reise diente Gesundheitsgründen und hatte einen geschäftlichen Hintergrund. Zeitweise spielte er eine Rolle als Mittler zwischen dem zunehmend in der „Villa Hügel“ zurückgezogen lebenden Vater und den leitenden Mitarbeitern. Der Vater vertraute ihm zeitweise wichtige Aufgaben wie die Verhandlungen zur Übernahme des Finanzfachmanns Gussmann aus dem württembergischen Staatsdienst an. Daneben widmete er sich auch metallurgischen Problemen.
Im Jahr 1882 wurde Friedrich Alfred Krupp in die Prokura oder Direktorium, das höchste Leitungsgremium des Unternehmens, aufgenommen. Ein eigenes Ressort erhielt er allerdings nicht. Im selben Jahr durfte er Margarethe von Ende heiraten. Aus der Ehe gingen die Töchter Bertha und Barbara hervor. Auch konnte er endlich für einige Monate die Technische Hochschule in Braunschweig besuchen. In dieser Zeit stand er im ständigen Kontakt mit den Metallfachleuten in Essen und regte unter anderem an, Wolfram für Legierungen zu verwenden. Die Erfahrung bestärkte ihn, nach seiner Rückkehr die Produktion stärker auf eine wissenschaftliche Basis zu stellen. Daher wurde 1882 ein zweites Labor unter Leitung eines Braunschweiger Professors eingerichtet. Wichtig für das Unternehmen war die ihm übertragene Pflege von Auslandsbeziehungen mit Spanien, dem Osmanischen Reich und Japan. Eine bedeutende Rolle spielte er auch bei der Übernahme des Stahlwerkes Annen.

## Geschäftsinhaber

### Unternehmensstrategie

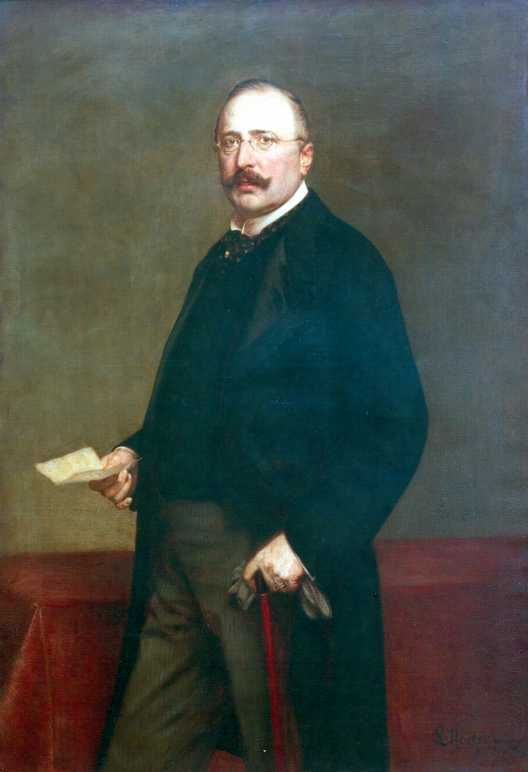
Friedrich Alfred Krupp (Gemälde von Ludwig Noster, 1896)

Friedrich Alfred Krupp wurde 1887 nach dem Tod des Vaters alleiniger Eigentümer des Unternehmens. Anders als Teile der Prokura gehofft hatten, insbesondere die führende Person Hanns Jencke, wollte er sich keineswegs auf repräsentative Aufgaben und die Kontaktpflege zu Otto von Bismarck, dem Kaiser und anderen führenden Personen beschränken. Vielmehr wollte er die Geschäftsleitung tatsächlich übernehmen und machte dies gegenüber der Prokura auch unmissverständlich klar.
Nachdem die Unternehmensleitung, auch als Folge der zeitweisen Verpfändung an ein Bankenkonsortium in den 1870er Jahren, einen eher vorsichtigen Kurs gesteuert hatte, setzte Friedrich Alfred auf Expansion, die Steigerung der Marktmacht und in einigen Bereichen, etwa der Rüstung, gar auf eine marktbeherrschende Stellung. Neben dem vertikalen Ausbau, den bereits der Vater betrieben hatte, trat die horizontale Expansion, also der Erwerb konkurrierender Unternehmen und die Erweiterung der Produktpalette. Friedrich Alfred wollte im Zeichen eines neuen konjunkturellen Aufschwungs das Unternehmen nicht nur zum führenden Rüstungsproduzenten, sondern auch zum größten Stahlproduzenten machen.
Hatte die engste Führungsmannschaft in den letzten Jahren des Vaters den Kurs maßgeblich bestimmt, war Friedrich Alfred Krupp bestrebt, einen risikoreichen Expansionskurs auch gegenüber Jencke durchzusetzen. Im Gegensatz zu dessen Rat etwa war er auch bereit dafür sein Privatvermögen einzusetzen. Wie sein Vater in früheren Jahren setzte Krupp, anstatt Rücklagen zu bilden, die Unternehmensgewinne vor allem für den Ausbau des Unternehmens ein. Der Versuch von Teilen des Direktoriums, wie die Prokura inzwischen hieß, sich einen größeren Spielraum gegenüber dem Eigentümer zu verschaffen, war letztlich gescheitert. Die letzte Entscheidungshoheit behielt sich Krupp vor allem bei grundsätzlichen Fragen vor. Für das Tagesgeschäft dagegen hatte das Direktorium weitgehend freie Hand.

### Unternehmensexpansion
Zur Expansionsstrategie gehörte zunächst eine Modernisierung und ein Ausbau des weiterhin Gussstahlwerk genannten Betriebskomplexes in Essen. War die Belegschaft in den letzten zwölf Jahren des Vaters nur um 2000 Mann gestiegen, wuchs sie in den nächsten zwölf Jahren von 12.000 auf 25.000. Die Gesamtbelegschaft stieg auf 42.000 Mann. Der Umsatz erhöhte sich von etwa 42 Millionen auf 101 Millionen. Dabei wuchs die Rüstungsproduktion von 19 Millionen auf über 42 Millionen.
Besonders ausgebaut wurde die Herstellung von Stahl mit Legierungszusätzen wie Silizium, Nickel oder Chrom. Es wurden vier neue Martinswerke sowie verschiedene mechanische Werkstätten und ein Elektrizitätswerk gebaut. Die bisherigen Dampfhämmer wurden durch Schmiedepressen ersetzt, auch die Transmissionsriemen wichen allmählich elektrischen Antrieben. Die Stahllegierungen spielten eine große Rolle in der Rüstungsproduktion des Unternehmens so bei Kanonenrohren aus Nickelstahl oder besonders bei Nickelstahlpanzerplatten. Die Panzerplatten waren den Konkurrenzprodukten überlegen. Krupp lieferte für die neue Kriegsflotte einen Großteil der Panzerung. Dafür wurde in den 1890er Jahren ein großes und später mehrfach erweitertes Panzerplattenwerk errichtet. Ein weiterer Aspekt des Expansionsstrategie war die Verbreiterung der eigenen Rohstoffbasis. Im Jahr 1889 wurden Eisenerzfelder in Lothringen erworben. In Essen selbst kam die Mehrheit der Zeche Vereinigte Sälzer & Neuack in den Besitz von Krupp. Diese lag ohnehin mittlerweile im Betriebsgelände des Kruppwerkes. Hinzu kamen der Kauf der Zeche Hannibal 1899, der Erwerb von Kohlefeldern bei Datteln und 1901 der Bau der Zeche Emscher-Lippe.

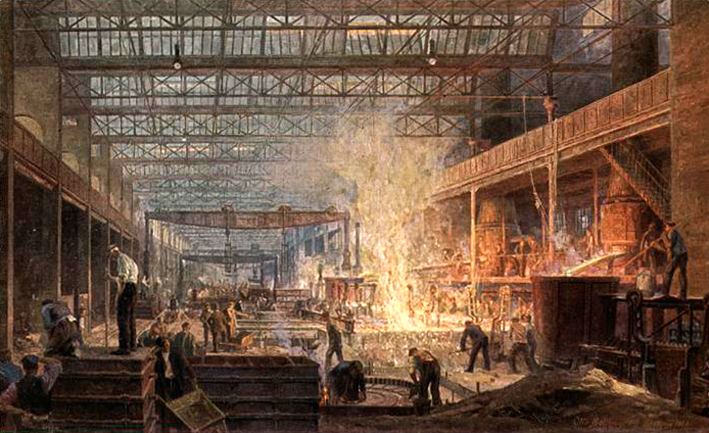
Friedrich Krupp AG Grusonwerk, Panzergießerei, Gemälde von Otto Bollhagen

Diese Erwerbungen lagen auf der älteren Linie der vertikalen Konzentration. Hinzu kam nun auch die horizontale Konzentration. Eine wichtige Rolle spielte dabei der Erwerb der Grusonwerke in Magdeburg. Dieses Unternehmen stellte vor allem Eisenhartguss her. Unter anderem wurden Panzerplatten für Küstenbefestigungen, Räder und Verschleißteile für stark beanspruchte Maschinen hergestellt. Ziel Krupps bei der Übernahme des Werkes war der Ausbau der eigenen Produktpalette und die Ausschaltung eines Konkurrenten. Endgültig 1893 gingen die Grusonwerke im Kruppschen Unternehmen auf. Die Geschütz- und Geschossproduktion wurde in Essen konzentriert, während die Herstellung von Panzerplatten und Panzergeschützen in Magdeburg verblieb. Daneben wurde in Magdeburg der nichtmilitärische Bereich erweitert. Mit Blick auf die Herstellung von Panzerplatten konnte Krupp nach dem Erwerb von Gruson wie ein Monopolist auftreten und hohe Preise, letztlich zu Lasten der Steuerzahler, fordern. Krupp wurde dafür kritisiert.

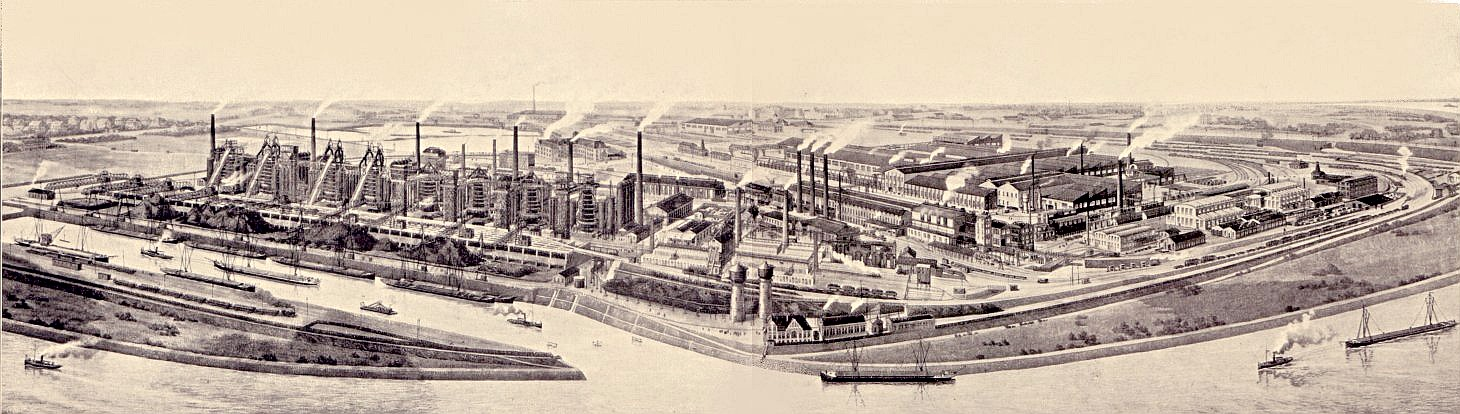
Kruppwerke Rheinhausen zu Beginn des 20. Jahrhunderts

Von langfristig großer Bedeutung war die Errichtung des Stahlwerkes in Rheinhausen. Krupp erwarb 1895 beim Dorf Rheinhausen ein großes Grundstück zur Errichtung eines riesigen Hüttenwerkes mit Stahl- und Walzwerken. Bereits 1897 wurden die ersten beiden von fünf geplanten Hochöfen angeblasen. Gegen das zögerliche Direktorium, insbesondere gegen Jencke, setzte Krupp den raschen Ausbau des Werkes durch. Dabei wurde das im Hüttenwerk produzierte Roheisen im flüssigen Zustand im benachbarten Siemens-Martin-Werk weiterverarbeitet. An der Planung des weiteren Ausbaus 1902 war er noch beteiligt. Die Gründung des Werkes in Rheinhausen war sein wichtigster Beitrag zur Entwicklung des Unternehmens zu einem Weltkonzern. Es wurde bald zu einem der modernsten und größten Roheisen- und Rohstahlwerke der Welt. Im Jahr 1904, als ein neuer moderner Hochofen in Betrieb ging und der Bau des Thomas-Stahlwerks begann, wurde das Werk in 'Friedrich-Alfred-Hütte' umbenannt.
Die dritte große Erweiterung war die Übernahme der Germaniawerft in Kiel und der damit verbundenen Maschinenfabrik in Berlin. Allerdings war sein Engagement in dieser Sache weniger nachdrücklich als bei den anderen Erwerbungen. Zwar bot sich vor dem Hintergrund des Schlachtflottenbaus der Erwerb einer Werft für einen Produzenten von Waffen und Panzerplatten an, aber dem stand der sanierungsbedürftige Zustand der Werft entgegen. Er stimmte schließlich der Mehrheitsmeinung des Direktoriums zu. Eine Rolle spielte auch, dass Wilhelm II. sein Wohlwollen signalisierte. Für Krupp war ein Grund für den Erwerb das Ziel, die Bindung zu Staat und Kaiser zu erhöhen. Die Werft wurde in der Folge modernisiert. Die bislang in Berlin ansässige Maschinenbauabteilung wurde an die Küste verlegt. Die Belegschaft wurde auf über 3000 Mann stark erweitert. Die Befürchtungen von Krupp erwiesen sich als berechtigt. Die hohen Modernisierungskosten gingen zu Lasten von Rheinhausen und erzwangen die Aufnahme einer Anleihe über 20 Millionen Mark. Der Kauf zahlte sich anders als bei Gruson nicht unmittelbar aus, sondern war als Investition in die Zukunft gedacht.

### „Herr-im-Haus“ und Sozialpolitik
Er hielt am Herr-im-Haus-Standpunkt seines Vaters fest. Als im Zusammenhang mit dem Bergarbeiterstreik von 1889 auch die Einrichtung von Arbeiterausschüssen diskutiert wurde, lehnte er diese Pläne etwa in einem Brief an Bismarck vehement ab.
Er hielt aber auch an den sozialpolitischen Anstrengungen fest. Er setzte dabei aber andere Akzente als der Vater. Selbstverständlich förderte er die betrieblichen Leistungen zur Daseinsvorsorge. Er vermerkte 1900 mit Stolz, dass das Unternehmen sechs Millionen Mark gemäß gesetzlicher Bestimmungen, darüber hinaus aber 11 Millionen an freiwilligen Leistungen seit Beginn seiner Betriebsübernahme gezahlt habe. Allein für „Wohlfahrtszwecke“ wurden 1902 3,6 Millionen Mark aufgewandt.
Außerdem wurden Arbeitersiedlungen erweitert oder neu errichtet. Er war beispielsweise der Urheber der Siedlung Altenhof in Essen-Rüttenscheid. Diese stilvollen Häuser der Siedlung durften ehemalige Werksangehörige kostenlos bewohnen. Sie sollten hier Abstand vom damals grauen industriellen Alltag gewinnen. Seit Friedrich Alfred Krupp wurden auch Hauserwerbsdarlehen vergeben.

Siedlung Altenhof, Zeichnung um 1902

Wirklich neu aber war die Hinwendung zur Förderung von Bildung und Kultur. Für Alfred Krupp galt so etwas noch als Zeitverschwendung oder gar als Verringerung der Arbeitskraft. Für den Sohn war dies jedoch eine Ergänzung der materiellen Leistungen, um die Arbeiter langfristig für die bestehende gesellschaftliche und politische Ordnung zu gewinnen und von der Sozialdemokratie fernzuhalten. Im Jahr 1899 wurde die Kruppsche Bücherhalle als Werksbücherei für Betriebsangehörige gegründet. Daneben plante er ein Arbeitercasino mit Vortrags- und Veranstaltungsräumen. Dazu kam es aus verschiedenen Gründen nicht, stattdessen wurde ein Bildungsverein ins Leben gerufen. Dieser bot neben Fortbildungskursen auch Unterhaltungsangebote aller Art vom Konzert, über Theater bis hin zu Tanzabenden an. Es wurden Laienorchester und Chöre gegründet. Diese übten teilweise auch sehr anspruchsvolle Stücke ein. Davon profitierten etwa durch Sonderveranstaltungen des Bildungsvereins auch das Essener Theater. Auch wurden große Ausstellungen organisiert. Diese Anstrengungen zu Gunsten der Belegschaft zahlten sich durchaus aus und trugen zur Entstehung des Selbstverständnisses als Kruppianer bei.

### Politik und öffentliche Kritik
Im Gegensatz zu seinem Vater, der jede politische Betätigung ablehnte, kandidierte Friedrich Alfred 1887 erstmals vergeblich für den Reichstag. Erfolgreich war die Kandidatur für die freikonservative Partei 1893. Nach anderen Angaben blieb er parteilos, stand aber den Konservativen nahe. Für seine Kandidatur soll der Wunsch Wilhelms II. eine Rolle gespielt haben. Im Parlament selbst tat sich Krupp nicht sonderlich hervor.
Das Reichstagsmandat erwies sich aber als problematisch, wurde er doch bereits von Teilen der Öffentlichkeit als Prototyp eines Kapitalisten angesehen. Hinzu kam, dass seine wirtschaftlichen Interessen als Rüstungsproduzent eng mit dem Schlachtflottenbau verbunden waren. Als Abgeordneter exponierte er sich für seine Kritiker noch zusätzlich.
In der Öffentlichkeit wurde über gewaltige Gewinne der Firma aus Rüstungsgeschäften spekuliert. Zwar ging der Gesamtanteil des Rüstungsbereichs allmählich zurück, aber die in diesem Bereich erzielten Gewinnspannen waren deutlich größer als bei anderen Produkten. Gerade seine quasi monopolartige Stellung im Panzerplattengeschäft verschafften dem Unternehmen hohe Gewinne auf Kosten des Steuerzahlers. Die Kritik wurde etwa von August Bebel und Eugen Richter im Reichstag im Dezember 1899 vorgetragen.
Politisch hat Krupp sich schon früh für die Flottenrüstung starkgemacht. Dabei spielte das Eigeninteresse eine gehörige Rolle. Es ging um die Vergrößerung der Absatzmöglichkeiten seiner Firma. Auch fühlte er sich Wilhelm II. persönlich stark verpflichtet. Zur Propagierung der Flottenrüstung diente parallel zum Nachrichtenbüro des Reichsmarineamtes die maßgeblich von Krupp mitgetragene Süddeutsche Reichskorrespondenz. Die Korrespondenz beschränkte sich nicht nur auf die Werbung für die Flottenrüstung, sondern machte sich auch für eine deutsche Weltpolitik oder die Erhaltung des inneren Status quo des Kaiserreichs stark. Deutlicher als früher wurden von Friedrich Alfred Unternehmerinteressen mit einer politischen Richtung, für die in erster Linie der Kaiser selbst stand, verbunden.
In der Essener Ratssitzung vom 6. November 1896 wurde dem Geheimen Kommerzienrat Friedrich Alfred Krupp das Ehrenbürgerrecht der Stadt Essen durch Oberbürgermeister Erich Zweigert erteilt.

### Krupp auf Capri

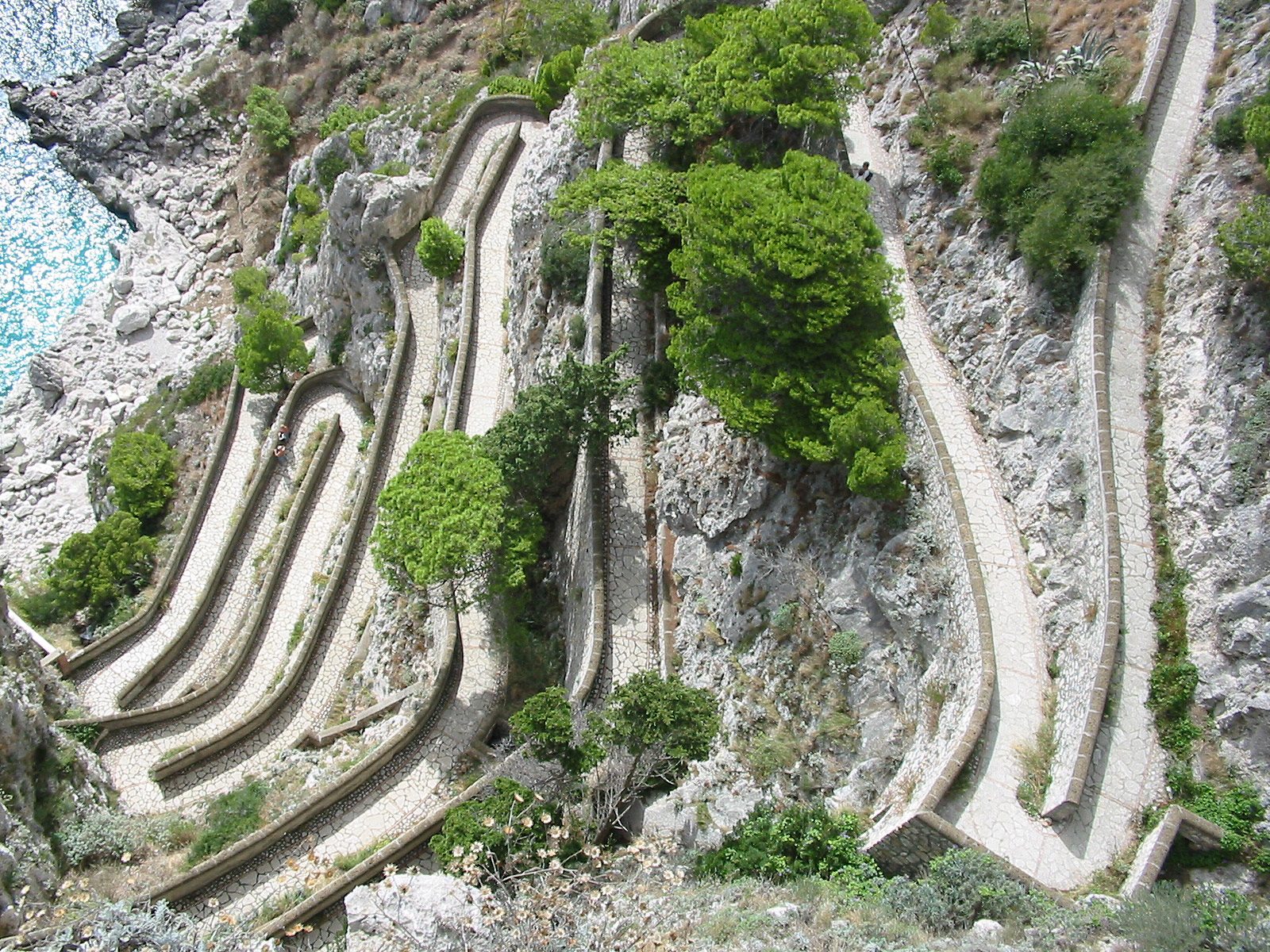
Die „Via Krupp“ auf Capri

Krupp war ein Freund der Insel Capri. Erstmals besuchte er sie im März 1889. Von 1899 bis 1902 verbrachte er dort die Wintermonate. Um von seinem bevorzugten Grand Hotel Quisisana zur Marina Piccola zu gelangen, initiierte er den Bau eines steilen Serpentinenwegs, die spätere Via Krupp, die heute eine Touristenattraktion darstellt. Die Meeresforschung war Krupps Hauptbeschäftigung auf Capri. Vor Ort hatte er Kontakte zu anderen Naturforschern wie Felix Anton Dohrn und Ignazio Cerio.
An der Marina Piccola hatte er sich im Winter 1901/02 unter Leitung seines Privatsekretärs Otto Marotz eine Höhle für gemütliches Beisammensein und „diverse Festivitäten“ im Freundeskreis Congrega di Fra Felice ausbauen lassen. Umstritten ist, ob er in dieser Höhle Exzesse mit jugendlichen Liebhabern feierte, oder ob solche Vorwürfe lediglich Teil einer Erpressung durch einen Journalisten waren. Krupp erfuhr im Juni 1902 von solchen Vorwürfen. Am 15. und 20. Oktober griff ihn die italienische Zeitung Propaganda als Päderasten an; am 15. November 1902 beschrieb ihn dann auch die deutsche sozialdemokratische Zeitung Vorwärts als homosexuell. Belegt ist eine langjährige, möglicherweise homoerotische Beziehung zu dem Capreser Bauernjungen Giovanni Sangiorgio (* 27. Dezember 1871), die vermutlich 1889 begonnen hatte. Kurz nach Entstehung des Presseskandals, am 22. November, verstarb er in der Villa Hügel in Essen. Offiziell wurde ein Gehirnschlag als Todesursache angegeben. Einige Zeitungen vermuteten daraufhin einen Suizid.

### Beisetzung, Testament, Ehrungen
Friedrich Alfred Krupp wurde auf dem Friedhof am Kettwiger Tor an der Hohenburgstraße in Essen beigesetzt. Den Trauerzug führte Kaiser Wilhelm II. an. Er griff in seiner Trauerrede die Sozialdemokratie für ihre Berichterstattung über Krupp scharf an und machte jene für dessen Tod verantwortlich:
„Eine Tat ist in deutschen Landen geschehen, so niederträchtig und gemein, daß sie alle Herzen erbeben gemacht und jedem deutschen Patrioten die Schamröte auf die Wangen treiben mußte über die unserm ganzen Volke angetane Schmach. Einen kerndeutschen Mann, der stets nur für andere gelebt, der stets nur das Wohl des Vaterlandes, vor Allem aber das seiner Arbeiter im Auge gehabt hat, hat man an seiner Ehre angegriffen. Diese Tat mit ihren Folgen ist weiter nichts als Mord.“ 
Sein Grabdenkmal entwarf der Münchner Bildhauer Otto Lang. Lang, ein Künstlerfreund von Krupps Schwager Felix von Ende, hatte für Friedrich Alfred Krupp die Grabstätte Alfred Krupps entworfen und ihn in Kunstfragen später noch beraten. Wegen Erweiterung des Bahnhofsvorplatzes 1910 wurde das Grab an die Freiheit südlich des Hauptbahnhofes verlegt. 1955 erzwangen kommunale Baumaßnahmen erneut eine Verlegung der Grabstätte. Sie befindet sich seitdem auf dem städtischen Friedhof Bredeney an der Westerwaldstraße in Essen.
In seinem Testament verfügte er die Umwandlung der Firma in eine Aktiengesellschaft, deren Aktien seine ältere Tochter Bertha erhielt.
Friedrich Alfred Krupp zu Ehren wurden einige Denkmäler errichtet, darunter das Friedrich-Alfred-Krupp-Denkmal, das einst am Limbecker Platz stand und dessen erhaltene Bronzestatue sich heute im Park der Villa Hügel befindet, sowie eines bei den Pfründnerhäusern in Rüttenscheid. Nach ihm wurden die Friedrich-Alfred-Allee in Duisburg-Wedau und die Friedrich-Alfred-Straße in Duisburg-Rheinhausen benannt.

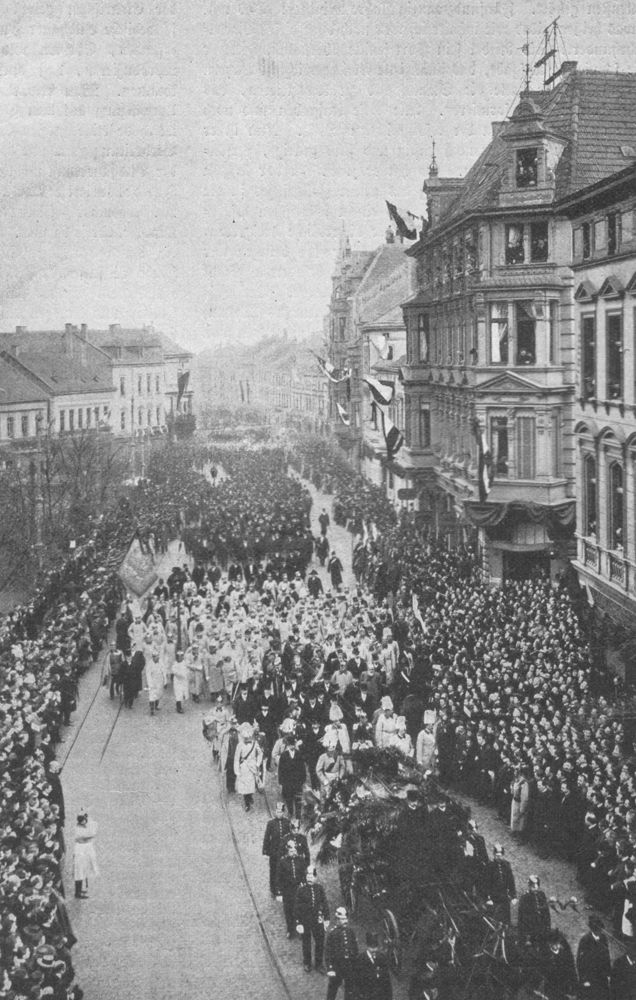
Trauerzug in Essen am 26. November 1902
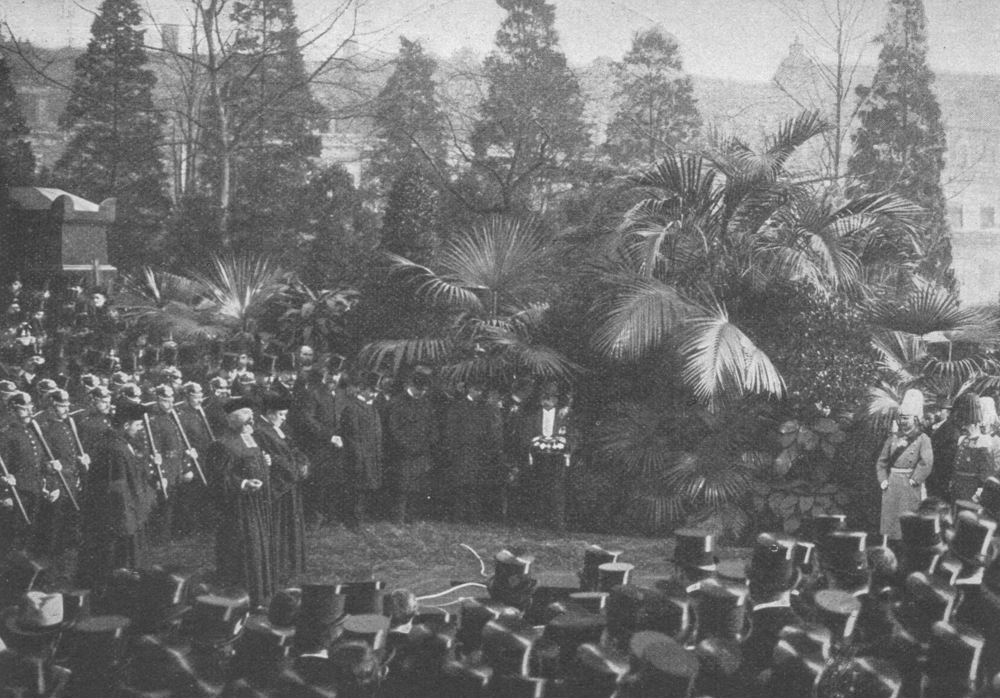
Beisetzung auf dem Friedhof am Kettwiger Tor am 26. November 1902; rechts Kaiser Wilhelm II.
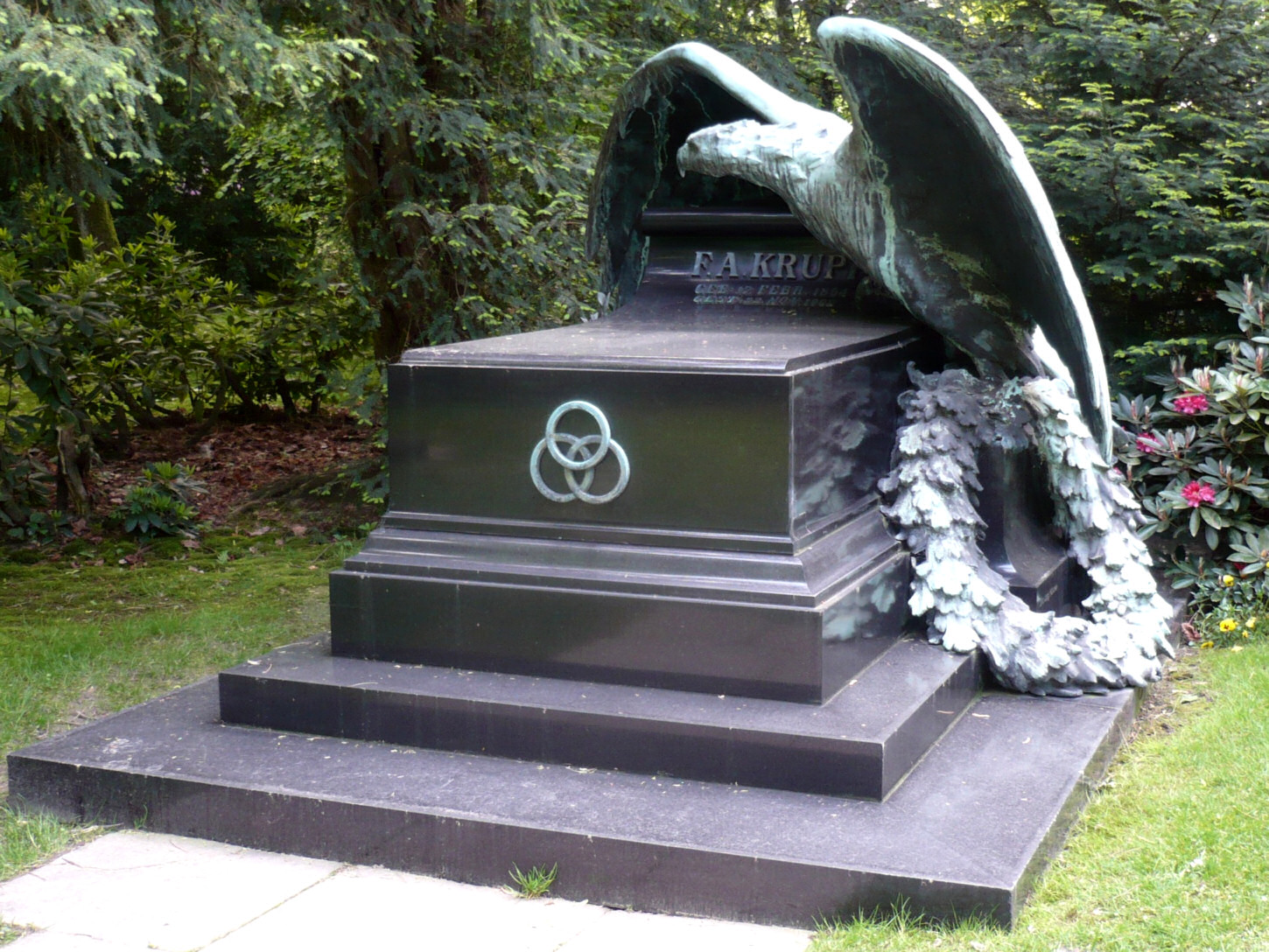
Grabmal auf dem Friedhof Bredeney aus poliertem schwarzem Marmor vom Münchner Bildhauer Otto Lang erschaffen, überdeckt von den Flügeln eines bronzenen Adlers
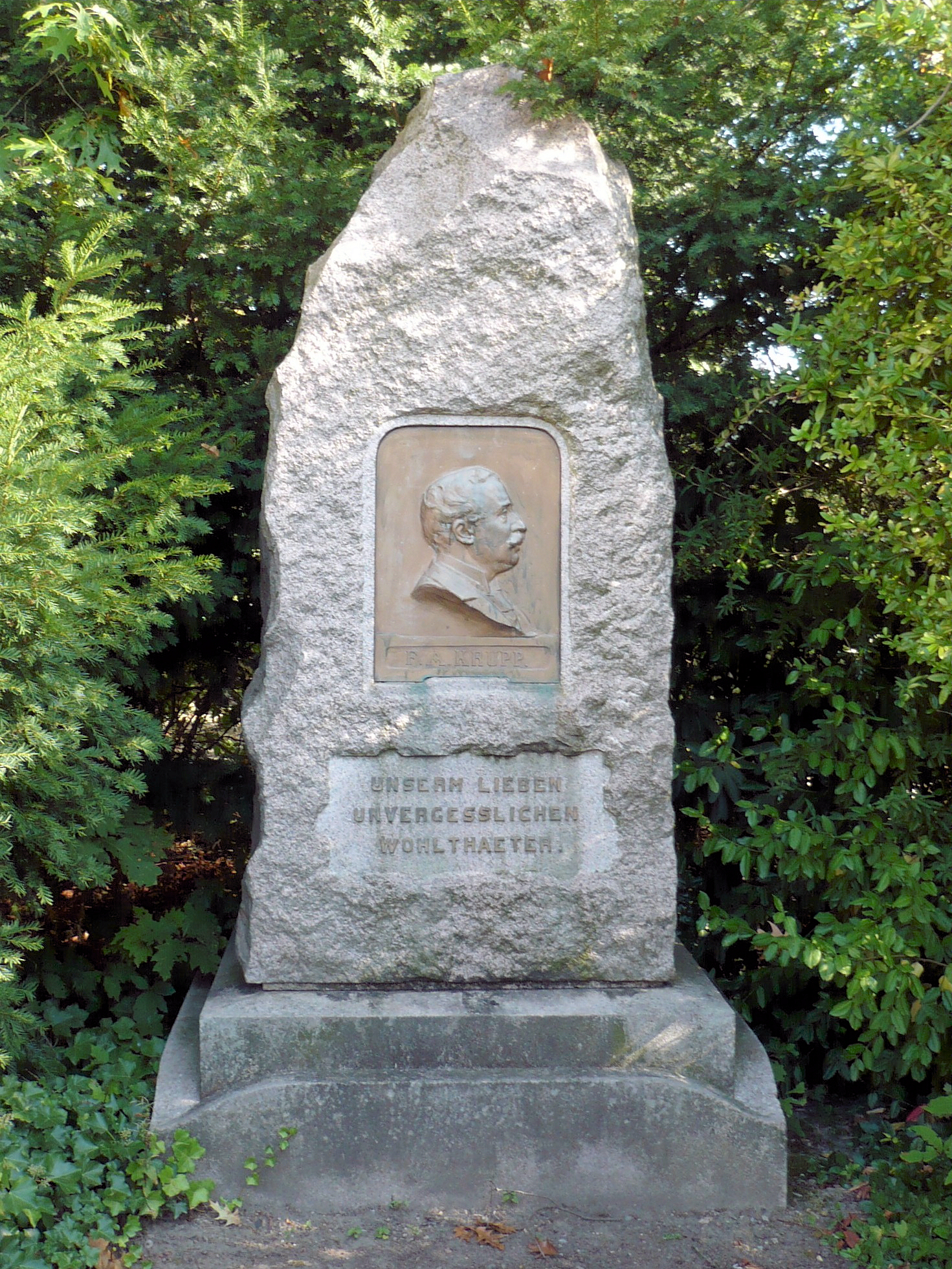
Denkmal bei den Pfründnerhäusern
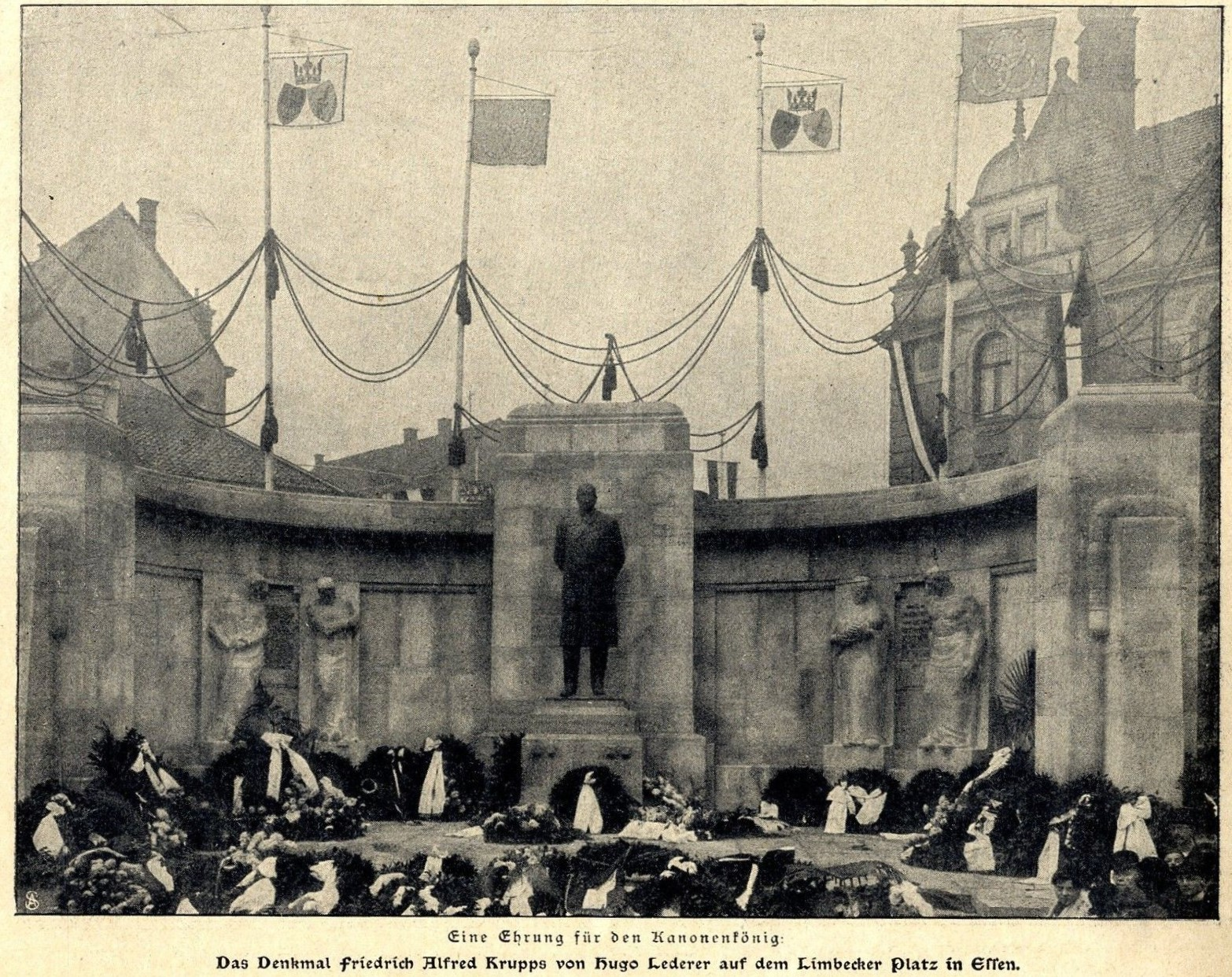
Friedrich-Alfred-Krupp-Denkmal einst am Limbecker Platz